# Rosamaria Murtinho
Rosamaria Murtinho (Belém, 24 ottobre 1932) è un'attrice brasiliana.

## Biografia
Nata Rosa Maria Pereira Murtinho, dal 1959 è moglie del collega Mauro Mendonça, insieme al quale ha vinto nel 2016 il prestigioso Trofeu Mario Lago, a coronamento di una carriera artistica pluridecennale  . Ha preso parte a diversi film e a numerose telenovelas, tra cui Samba d'amore e Pantanal.
Figlia dell'agronomo Frederico Murtinho Braga e discendente del politico liberale Joaquim Murtinho, ha generato con Mendonça tre maschi.

## Filmografia parziale

### Telenovelas
- A Muralha (1968)
- Samba d'amore (Chega Mais, 1980)
- Pantanal (1990)
- A Próxima Vítima (1995)
- Corpo Dourado (1998)
- Chocolate com pimenta (2003)
- Paraíso Tropical (2007)
- Sete Pecados (2007)
- Guerra dos sexos (2012)
- Amor à vida (2013)
- Deus Salve o Rei (2018)